# Івано-Франківська обласна рада
Івано-Франківська обласна рада — Представницький орган місцевого самоврядування Івано-Франківської області. Останні вибори до Івано-Франківської обласної ради відбулися 25 жовтня 2020 року.

## Вибори 26 березня 2006 року
За результатами виборів, до неї пройшли:
- Блок «Наша Україна» — 60 мандатів
- «Блок Юлії Тимошенко» — 37 мандатів
- «Український Народний Блок Костенка і Плюща» — 9 мандатів
- Блок «Національний вибір» — 7 мандатів
- Блок «Відродження Прикарпаття» — 5 мандатів

## Вибори 31 жовтня 2010 року
На виборах депутатів місцевих рад та сільських, селищних та міських голів, які відбулися 31 жовтня, до обласної ради обрано 114 депутатів з-поміж 1 тисячі 137 кандидатів, запропонованих від 36 обласних організацій політичних партій.
Тривідсотковий прохідний бар'єр подолали:
- Всеукраїнське об'єднання «Свобода» — 16,46 %,
- Всеукраїнське об'єднання «Батьківщина» — 14,49 %,
- «Фронт Змін» — 12,98 %,
- Партія регіонів — 8,19 %,
- «Наша Україна» — 7,59 %,
- Українська Народна Партія — 4,15 %,
- Українська партія — 3,68 %,
- Народний Рух України — 3,49 %,
- «УДАР» Віталія Кличка — 3,40 %.

Унаслідок цього, кількість депутатських мандатів в новообраній обласній раді розподілилась таким чином:
- Всеукраїнське об'єднання «Свобода» — 18 мандатів,
- Всеукраїнське об'єднання «Батьківщина» — 16,
- політична партія «Наша Україна» — 15,
- «Фронт Змін» — 13,
- Українська партія — 12,
- Партія регіонів — 11,
- Народна партія — 9,
- Українська Народна Партія — 5,
- Партія «Відродження» — 5,
- УРП «Собор» — 4,
- Народний Рух України — 3,
- політична партія «УДАР» (Український Демократичний Альянс за Реформи) Віталія Кличка — 2,
- партія «За Україну!» — 1.

Щодо вікового аспекту нинішнього складу обласної ради, то 6 депутатів мають 30 і менше років, 25 депутатів — від 31 до 40, 34 депутати — від 41 до 50, 42 депутати — від 51 до 60, 7 депутатів — від 61 до 70.
Наймолодший депутат — «свободівець» Олег Загурський, йому у грудні 2010 року виповнилось 24. Найстарший депутат — семидесятилітній пенсіонер Дмитро Захарук, голова облвиконкому Івано-Франківської обласної ради першого демократичного скликання і народний депутат України першого демократичного скликання.
Всього за результатами народного волевиявлення 57 депутатів пройшли до Івано-Франківської обласної ради за списками політичних партій та 57 депутатів-мажоритарників.
27 січня 2013 р. були обрані замість вибулих у ВРаду України свободівець Іван Харук (округ № 43, Івано-Франківськ), представник «Батьківщини» — Іван Угрин (округ № 36, Снятин) та представник УРП Володимир Грабовецький (округ № 25, Надвірна)

## Вибори 25 жовтня 2015 року
7-ме скликання, станом на кінець 2019 року:
     Блок Петра Порошенка (23)

     ВО «Батьківщина» (17)

     ВО «Свобода» (16)

     УКРОП (11)

     Об'єднання «Самопоміч» (7)

     Воля (6)

     Позафракційні (3)

     Вакантне місце (1)